# British Partner
Die British Partner ist der bisher größte für BP gebaute LNG-Tanker.

## Beschreibung
Die Abmessungen mit der Länge von 295 m und Breite von 46 m wurden so gewählt, dass der LNG-Tanker den neuen Panamakanal noch passieren kann. Mit einer Seitenhöhe von 26,5 m wurde der Tanker mit 115366 GT vermessen und wurde in der Klasse von Lloyds Register eingetragen. Die British Partner ist mit einer LNG-Kapazität von 173.400 m³ etwas größer als die vorigen Bauklassen der BP-LNG-Tanker.
Die zwei langsamlaufenden Dual-Fuel-Zweitaktmotoren von MAN B&W vom Typ ME-GI treiben zwei Propeller an. Das Flüssigerdgas wird in Membran-Tanks der französischen Firma Gaztransport & Technigaz transportiert. Zum Schutz der Besatzung vor Piraten wurde ein spezielles Deckshaus in Zitadellenbauweise entworfen und realisiert.